# 汐月佐知子
汐月 佐知子（しおつき さちこ・1982年5月10日 - ）は、日本のタレント、モデル。オスカープロモーションを経ていデュアリズム・マネージメントに所属していた。
大分県出身、第7回全日本国民的美少女コンテストでモデル部門賞を受賞。

サッカー選手の水野晃樹と結婚して、2人の子どもがいる。

## 出演

### テレビ
- ギンザの恋（読売テレビ）
- 整形美人。 （フジテレビ）
- ゴールデンボウル（日本テレビ）- 羽田有紀 役

### CM
- アルトラパン（スズキ）
- 水着・浴衣（イオン）
- 水着キャンペーン（丸井）